# Dubnická kronika

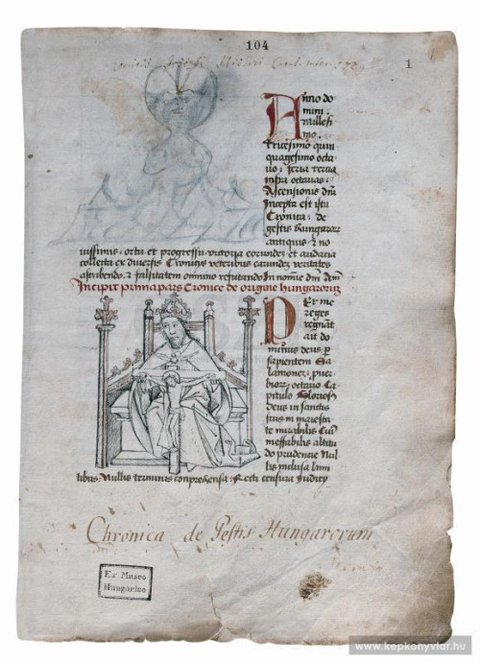
Dubnická kronika z roku 1479

Dubnická kronika je středověký rukopis datovaný přibližně do konce 15. století ve Velkém Varadíně. Jedná se o kompilát několika starších uherských kronik, na který navazuje samostatná práce autora kroniky popisující smrt krále Ludvíka I. a vládu Matyáše Korvína.
Je jedinou královskou kronikou, která se zachovala na Slovensku. Až do roku 1838 byla uložená v Dubnici nad Váhom, odkud ji dal Štefan Ilešházi dal převézt do Národního muzea v Budapešti.